# Lenty Frans
Lenty Frans (Sint-Lenaarts, 8 februari 1994) is een studente geneeskunde aan de Katholieke Universiteit Leuven. Ze werd verkozen tot Miss België 2016.

## Biografie
Frans is afkomstig uit het  Antwerpse Sint-Lenaarts. Ze deed haar middelbaar op het Sint-Jan Berchmanscollege in Westmalle.
Tijdens haar kinderjaren danste ze in het Studio 100-ballet van Gert Verhulst en Hans Bourlon. In oktober 2010 nam Frans deel aan de omstreden Miss Exclusive-verkiezing en werd de eerste eredame. Op 3 januari 2021 bevestigde Frans officieel op haar Instagram dat ze een relatie heeft met Leonie Witters.

## Miss België 2016
Op 9 januari 2016 werd Frans tijdens een rechtstreekse uitzending op AB3 en  FOX vanuit het Proximus Theater in De Panne gekroond tot Miss België 2016. Eerder werd ze ook Miss Antwerpen 2016. Met haar titel volgde ze Miss België 2015 Annelies Törös op.
Op 17 januari 2016 mocht Frans de punten voorlezen van de televoting tijdens de finale van de Belgische voorronde van het Eurovisiesongfestival 2016. Het was een van haar eerste publieke optredens als Miss.
In juni 2016 reisde Frans naar Cambodja voor het goede doel. Ze bezocht er een schooltje dat het Miss België Comité in 2013 samen met de organisatie 'Hope for Children' oprichtte om de plaatselijke kinderen een degelijk onderwijs te geven. Frans gaf de kinderen Engelse Les, seksuele voorlichting en overhandigde een cheque van dertigduizend Euro voor de bouw van een gastenhuis.
Op 19 december 2016 vertegenwoordigde Frans België op de Miss World-verkiezing in de Amerikaanse hoofdstad Washington. Ze eindigde in de top tien en werd het mooiste meisje van Europese deelneemsters. De Winnares van Miss World 2016 werd Stephanie Del Valle uit Puerto Rico.